# Derek Fisher (baseball)
Pour le joueur de basket-ball, voir Derek Fisher.
Derek Joseph Fisher (né le 21 août 1993 à Lebanon, Pennsylvanie, États-Unis) est un joueur de champ extérieur des Blue Jays de Toronto de la Ligue majeure de baseball.

## Carrière
Derek Fisher est d'abord repêché par les Rangers du Texas au 6e tour de sélection en 2011, mais il repousse l'offre pour rejoindre les Cavaliers de l'université de Virginie, qu'il aide en 2014 à atteindre la finale des College World Series (perdue contre Vanderbilt). 
Les Astros de Houston ont le tout premier choix du repêchage amateur de 2014, mais aussi le 37e choix au total, obtenu des Orioles de Baltimore après une échange de joueurs survenu le 31 juillet 2013 dans lequel ils avaient cédé le lanceur Bud Norris. Les Astros se servent de ce choix pour réclamer Fisher, en faisant le 37e athlète sélectionné au total cette année-là. Il accepte l'offre des Astros pour un premier contrat professionnel et perçoit une prime à la signature de 1 534 100 dollars.
Derek Fisher fait ses débuts dans le baseball majeur avec les Astros de Houston le 14 juin 2017. Face aux Rangers du Texas à ce premier match, il frappe son premier coup sûr dans les majeures, un circuit aux dépens du lanceur Jeremy Jeffress.